# Bóng ma trong nhà hát (nhạc kịch 1986)
Bóng ma trong nhà hát (tiếng Anh: The Phantom of the Opera) là một vở nhạc kịch do Andrew Lloyd Webber soạn nhạc, Charles Hart viết lời, Lloyd Webber và Richard Stilgoe đồng viết kịch bản. Dựa trên cuốn tiểu thuyết Bóng ma trong nhà hát của nhà văn Pháp Gaston Leroux, nội dung của vở nhạc kịch kể về chuyện tình tay ba giữa Phantom (bóng ma trong nhà hát), Christine Daaé (cô gái người Thụy Điển) và Raoul (một chàng trai quý tộc). Phantom có một giọng hát tuyệt vời và truyền dạy cho Christine, cô ca sĩ trẻ chuyên diễn vai phụ. Câu chuyện trở nên kịch tính khi Phantom ngày một yêu Christine và muốn chiếm đoạt cô.
Bóng ma trong nhà hát công diễn lần đầu tiên vào năm 1986 tại nhà hát Her Majesty's Theatre của hệ thống West End, Luân Đôn và giành giải Laurence Olivier cho Nhạc kịch hay nhất của năm đó. Hai năm sau (1988) vở kịch ra mắt khán giả Broadway ở New York và thu về 8 giải Tony, đặc biệt là hạng mục Nhạc kịch hay nhất và Nam diễn viên chính xuất sắc nhất cho Michael Crawford. Vở kịch cán mốc 10.000 buổi diễn vào ngày 11 tháng 2 năm 2012, giữ kỷ lục là vở nhạc kịch được công diễn liên tục lâu đời nhất của Broadway, đồng thời là vở nhạc kịch được trình diễn nhiều thứ hai ở Luân Đôn chỉ sau Những người khốn khổ.
Được ước tính đã đạt doanh thu 6 tỉ đô la Mỹ trên toàn thế giới và 1 tỉ đô la Mỹ chỉ riêng tại cụm nhà hát Broadway, Bóng ma trong nhà hát là sự kiện giải trí thành công nhất về mặt thương mại cho đến khi bị Vua sư tử soán ngôi vào năm 2014. Tính tới năm 2011, đã có hơn 130 triệu người ở 145 thành phố trên 27 quốc gia khác nhau đã xem vở nhạc kịch này.

## Ra đời
Năm 1984, Andrew Lloyd Webber liên hệ với nhà sản xuất Cameron Mackintosh để đề xuất một vở nhạc kịch, chủ đề tình yêu lãng mạn, lấy cảm hứng từ tiểu thuyết Le Fantôme de l'Opéra của Gaston Leroux. Họ xem qua hai phiên bản chuyển thể điện ảnh là The Phantom of the Opera (1925) của đạo diễn Rupert Julian và Phantom of the Opera (1943) của đạo diễn Arthur Lubin để tham khảo nhưng băn khoăn chưa biết chuyển thể phim điện ảnh thành kịch sao cho hiệu quả. Một thời gian sau, trong một cửa hiệu sách cũ ở New York, Lloyd Webber tình cờ bắt gặp ấn bản gốc của cuốn tiểu thuyết mà từ lâu đã không còn được lưu hành rộng rãi trên thị trường. Chính ấn bản này đã cho ông cảm hứng để phát triển vở nhạc kịch.

## Sản xuất

### West End, Luân Đôn
Bóng ma trong nhà hát bắt đầu công diễn ở nhà hát Her Majesty's thuộc cụm rạp West End, Luân Đôn vào ngày 9 tháng 10 năm 1986 và giành 2 giải Olivier cho Nhạc kịch mới hay nhất và Nam diễn viên xuất sắc nhất thể loại Nhạc kịch. Trong đội ngũ sản xuất, biên đạo múa là Gillian Lynne, Maria Björnson thiết kế sân khấu, Andrew Bridge chịu trách nhiệm về ánh sáng. Dàn diễn viên chính gồm có Michael Crawford vai Phantom, Sarah Brightman vai Christine, Steve Barton vai Raoul. Với hơn 13.600 buổi diễn, Phantom là vở nhạc kịch được công diễn lâu đời thứ hai trong lịch sử nhạc kịch của West End, chỉ đứng sau Những người khốn khổ (Những người khốn khổ có hơn 13.900 buổi diễn).
Ngày 1 và 2 tháng 10 năm 2011, nhà hát Royal Albert Hall tổ chức buổi diễn kỷ niệm 25 năm ngày ra mắt vở nhạc kịch với sự có mặt của Andrew Lloyd Webber. Cameron Mackintosh là nhà sản xuất cho đợt diễn này, Laurence Connor làm đạo diễn, Gillian Lynne biên đạo múa, Matt Kinley thiết kế sân khấu, Maria Björnson thiết kế phục trang, Patrick Woodroffe thiết kế ánh sáng, Mick Potter thiết kế âm thanh. Với sự góp mặt của dàn diễn viên Ramin Karimloo vai Phantom, Sierra Boggess vai Christine, Hadley Fraser vai Raoul, Wynne Evans vai Piangi, Wendy Ferguson vai Carlotta.
Tính đến  tháng 7 năm 2020, vở kịch vẫn đang được công diễn ở nhà hát Her Majesty's, Luân Đôn với Josh Piterman vai Phantom, Kelly Mathieson vai Christine và Danny Whitehead vai Raoul. 

### Broadway, New York
Bóng ma trong nhà hát chính thức công diễn ở nhà hát Majestic của hệ thống Broadway từ ngày 26 tháng 1 năm 1988 với dàn diễn viên chính đến từ West End (bộ ba Crawford, Brightman, và Barton). Đợt diễn này nhận được nhiều phản hồi tích cực từ cả giới chuyên môn lẫn khán giả đại chúng và đã cán mốc 10.000 buổi diễn vào ngày 11 tháng 2 năm 2012. Tính tới tháng 3 năm 2020 với tổng cộng hơn 13.000 buổi diễn, đây là vở nhạc kịch được công diễn liên tục lâu nhất Broadway. Tính đến  tháng 7 năm 2020, vở kịch vẫn đang được công diễn ở nhà hát Majestic với dàn diễn viên trẻ gồm Ben Crawford vai Phantom, Meghan Picerno vai Christine và John Riddle vai Raoul.

## Nội dung

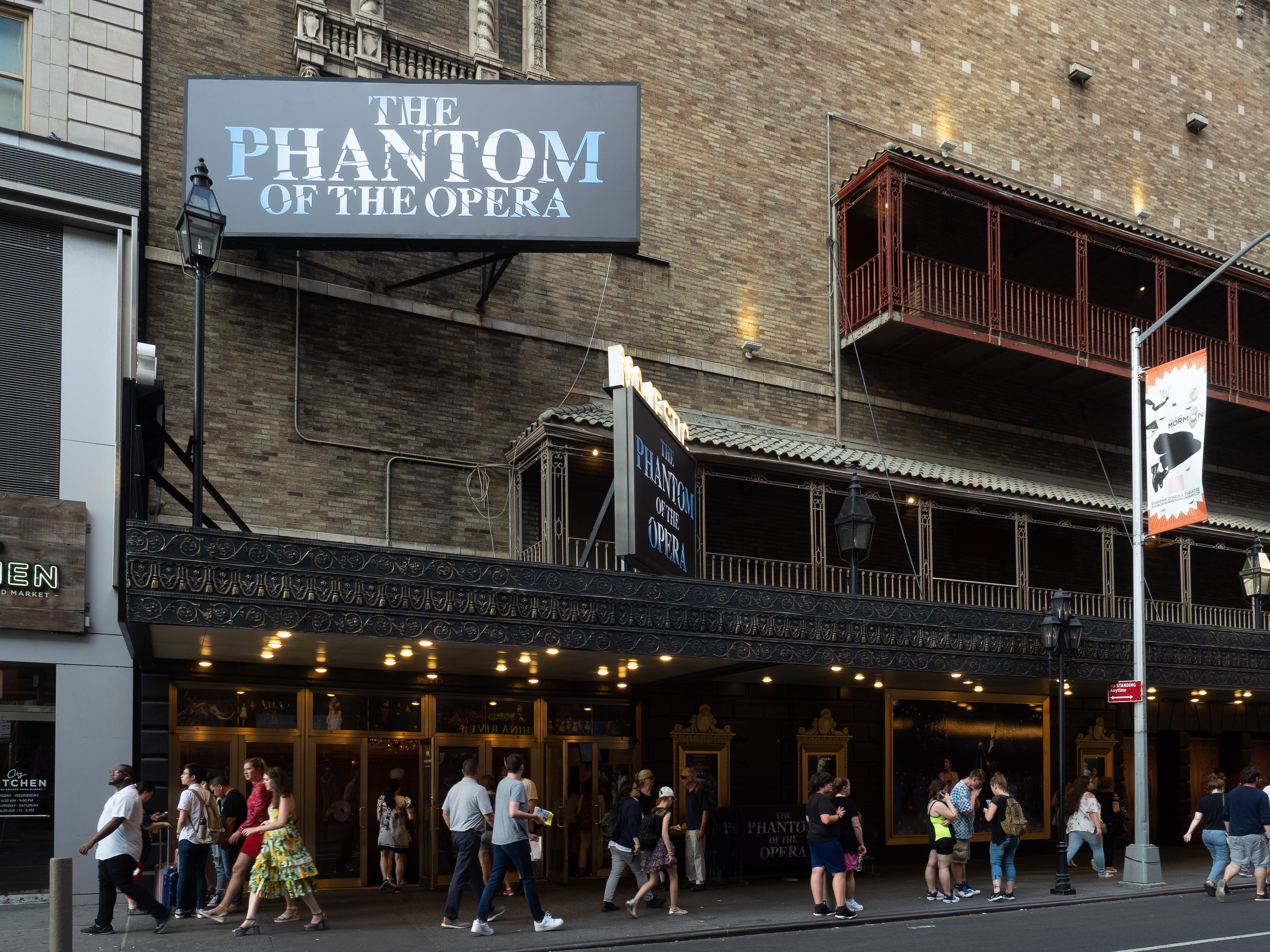
Công diễn ở nhà hát Majestic ở Broadway, New York, Mỹ.

### Mở màn
Năm 1905 ở Paris, nhà hát Opéra Populaire tổ chức một buổi đấu giá với những hiện vật còn sót lại sau khi thời kỳ hoàng kim đã qua đi. Tham dự phiên đấu giá có Tử tước Raoul de Chagny (lúc này đã ngoài 60), vừa mua một hộp nhạc hình con khỉ. Món đấu giá tiếp theo là một chùm đèn. Theo lời chủ tọa ám chỉ thì trong quá khứ nó liên quan đến "một sự kiện bí ẩn về một bóng ma trong nhà hát mà không ai có thể giải thích được". Ánh sáng của chùm đèn đưa người xem ngược dòng quá khứ về lúc câu chuyện thật sự bắt đầu ("Overture").

### Màn I
Năm 1881, dàn diễn viên của nhà hát Opéra Populaire đang diễn tập vở Hannibal trên sân khấu thì giám đốc đến thăm, tiện thể thông báo là nhà hát vừa được sang nhượng cho hai ông chủ mới tên là Firmin và André ("Hannibal Rehearsal"). Carlotta – nữ chính giọng soprano, hát một bản aria cho hai vị giám đốc mới này thưởng thức thì phông màn ở phía sau bỗng dưng đổ sụp xuống. Firmin và André trấn an mọi người nhưng Carlotta nổi đóa lên vì những tai nạn này đã diễn ra suốt ba năm qua mà không ai tìm cách giải quyết. Carlotta bỏ đi và hủy luôn vai diễn. Firmin và André hốt hoảng không biết phải làm sao thì Madame Giry, bà chủ biên đạo ballet, giới thiệu Christine Daaé và thuyết phục hai người quản lý cho Christine thử giọng. Sau vài câu đầu, sân khấu chuyển qua phân cảnh buổi công diễn đầu tiên của vở Hannibal mà Christine được đóng vai chính. Nhà tài trợ mới của nhà hát – Tử tước Raoul de Chagny, cũng đến xem và nhận ra Christine chính là người bạn thuở bé của mình ("Think of Me").
Sau buổi diễn, Christine thổ lộ với Meg (một vũ công ballet, bạn thân nhất của cô đồng thời cũng là con gái của Madame Giry) rằng thầy dạy nhạc của mình là một "thiên thần âm nhạc" bí ẩn vô hình mà cô chưa gặp bao giờ ("Angel of Music"). Raoul đến thăm Christine. Hai người hồi tưởng lại những câu chuyện lúc bé về "thiên thần âm nhạc" mà cha Christine từng kể cho hai người nghe ("Little Lotte"). Raoul khăng khăng mời Christine đi ăn tối nhưng cô không muốn vì không dám làm phật ý thiên thần âm nhạc ("The Mirror / Angel of Music (Reprise)"). Raoul ra ngoài để chuẩn bị xe thì trong phòng, một người đàn ông đeo mặt nạ mờ mờ ảo ảo hiện lên trong gương. Anh tự nhận mình chính là sứ giả âm nhạc rồi dẫn cô xuống nơi anh ở – tầng hầm của nhà hát ("The Phantom of the Opera"). Đến nơi, Phantom hát cho Christine nghe và tiết lộ rằng chỉ có cô "mới có thể chắp cánh cho âm nhạc của anh bay cao" ("The Music of the Night").
Phantom đang soạn nhạc thì Christine tỉnh giấc ("I Remember"). Không nén nổi tò mò, Christine đi luồn sau lưng Phantom và gỡ mặt nạ của anh ra. Hóa ra đằng sau lớp mặt nạ là một khuôn mặt biến dạng khủng khiếp. Phantom mắng nhiếc cô thậm tệ, rồi bày tỏ rằng anh cũng muốn được sống như một người bình thường, thích cái đẹp và muốn được yêu thương ("Stranger Than You Dreamt It").
Ở trong nhà hát, trưởng bộ phận dàn dựng sân khấu Joseph Buquet và đám con gái trong vũ đoàn ballet đùa với nhau về giai thoại "bóng ma nhà hát"("Magical Lasso"). Trong văn phòng, André và Firmin nhận được rất nhiều thư từ Phantom. Raoul vào gặp hai ông quản lý, chất vấn vì sao anh lại nhận được một lá thư bảo là anh đừng gặp Christine nữa. Đúng lúc này thì Carlotta và Piangi cũng xông vào hỏi cho ra lẽ vì cô vừa nhận được một lá thư viết rằng "thời của cô ở nhà hát Opéra Populaire đã đến hạn". Hai người quản lý trấn an Carlotta thì Madame Giry cũng vào văn phòng để giao bức thư mới nhất từ Phantom với nội dung như sau: Christine chứ không phải Carlotta phải được đóng vai chính trong vở opera mới Il Muto (n.đ. 'Người câm') và phải để trống hộp ngồi số 5, nếu không nghe lời thì nhà hát sẽ chịu hậu quả khủng khiếp ("Notes"). Nhưng Firmin và André khăng khăng Carlotta sẽ đóng vai chính còn Christine sẽ đóng vai cậu giúp việc không có thoại ("Prima Donna").
Buổi công diễn đầu tiên của Il Muto đang tiến triển tốt đẹp thì giọng nói cuồng nộ của Phantom vang lên. Đột nhiên Carlotta mất giọng không thể hát được nữa. Ít lâu sau, xác của Joseph Buquet từ trên cao rơi xuống và treo lủng lẳng chính giữa sân khấu. Thấy thế, khán giả hoảng sợ nên tháo chạy khỏi nhà hát ("Poor Fool, He Makes Me Laugh"). Trong khung cảnh hỗn loạn đó, Christine dắt Raoul chạy lên mái nhà. Cô kể anh nghe mọi thứ về lần gặp gỡ với Phantom nhưng Raoul vẫn bán tín bán nghi ("Why Have You Brought Me Here? / Raoul, I've Been There"). Tuy vậy Raoul hứa là sẽ luôn ở bên cạnh yêu thương và bảo vệ cô. Christine cũng đáp trả lại tình cảm của anh ("All I Ask of You"), không ngờ được là Phantom đứng ở đằng xa nghe được hết ("All I Ask of You (Reprise)").

### Màn II
Sáu tháng sau, nhà hát Opéra tổ chức vũ hội hóa trang. Hai ông giám đốc rất hoan hỉ vì 3 tháng qua không thấy Phantom quấy phá. Giữa buổi vũ hội, Phantom xuất hiện và thông báo vừa hoàn tất một vở opera tên là "Don Juan Triumphant" (tạm dịch "Thắng lợi của Don Juan"), ra yêu sách rằng Christine phải diễn vai chính, nếu không cả nhà hát sẽ phải chịu hậu quả ("Masquerade/Why So Silent").
Sau buổi vũ hội, Raoul chất vấn Madame Giry để khai thác thông tin về Phantom. Madame Giry miễn cưỡng khai Phantom thật ra là một thiên tài âm nhạc, kĩ sư, ảo thuật gia nhưng sinh ra với một khuôn mặt dị dạng nên bị xã hội xa lánh. Raoul thuyết phục Christine diễn vai chính trong vở Don Juan Triumphant để anh bày binh bố trận để phục kích Phantom ("Notes / Twisted Every Way"). Một ngày nọ, Christine đi thăm mộ cha ("Wishing You Were Somehow Here Again") thì Phantom xuất hiện hòng bắt cóc Christine. Ngay khi Christine sắp đầu hàng trước giọng hát của Phantom thì Raoul xuất hiện khiến Christine bừng tỉnh ("Bravo Monsieur").
Tại buổi công diễn đầu tiên, ban giám đốc bố trí cảnh sát canh gác chặt chẽ nhà hát. Trong lúc song ca, Christine chợt nhận ra bạn diễn của mình không phải là Piangi mà chính là Phantom ("Don Juan Triumphant / The Point of No Return"). Ngay giữa sân khấu, Phantom bày tỏ tình cảm của mình với Christine rồi xỏ vào ngón tay cô một chiếc nhẫn. Đột nhiên Christine lột mặt nạ ông ra. Phantom điên tiết và dùng vũ lực đưa cô xuống hầm. Lúc này ở hậu trường cũng phát hiện ra xác của Piangi đã bị thắt cổ chết. Khán đài náo loạn còn các nhân viên hậu đài hạ quyết tâm truy lùng Phantom cho bằng được. Madame Giry dẫn đường cho Raoul xuống hầm của Phantom để cứu Christine ("Down Once More / Track Down This Murderer").
Ở dưới thâm cung của mình, Phantom bắt Christine phải thay ra áo cưới. Raoul đến nơi và cầu xin Phantom hãy thương tình và thả Christine đi. Nhưng Phantom vặn lại vì bao năm qua mọi người chỉ ghê tởm và ghét bỏ ông, ông chưa bao giờ biết đến tình thương là gì. Ông thắt cổ Raoul bằng Punjab lasso và đòi Christine phải làm vợ mình thì mới tha chết cho Raoul ("The Point of No Return Reprise"). Christine nói với Phantom rằng ông không cô độc một mình và cho ông một nụ hôn. Phantom thả cả hai đi, bắt hai người thề không được kể chuyện này cho ai biết. Một lát sau, Christine quay lại để trả cho ông nhẫn đính hôn. Phantom thú nhận rằng ông yêu cô. Christine lặng thinh rời khỏi hầm, trên mặt giàn giụa nước mắt. Nghe thấy tiếng mọi người ngày càng tiến gần xuống hầm, Phantom vội vã ngồi lên ghế và phủ tấm áo chùng lên. Meg là người tới nơi đầu tiên. Cô lật tấm áo qua một bên nhưng chỉ thấy chiếc mặt nạ còn Phantom đã biến mất từ lúc nào ("Finale").

## Bài nhạc
Prologue
- Overture – dàn nhạc

| Màn I - "Hannibal Rehearsal" – Carlotta, Piangi, Reyer, Lefevre, André, Firmin, Madame Giry, Meg, Buquet và các diễn viên quần chúng - "Think of Me" (Part 1) – Carlotta, Ballet Girls, André và Buquet - "Think of Me" (Part 2) – Christine và Raoul - "Angel of Music" – Phantom, Meg và Christine - "Little Lotte" - Raoul và Christine - "The Mirror / Angel of Music (Reprise)" – Christine, Raoul và Phantom - "The Phantom of the Opera" – Phantom và Christine - "The Music of the Night" – Phantom - "I Remember / Stranger than You Dreamt It" – Christine và Phantom - "Magical Lasso" – Buquet, Meg và Madame Giry - "Notes / Prima Donna" – Firmin, André, Raoul, Carlotta, Madame Giry, Meg, Piangi, và Phantom - "Poor Fool, He Makes Me Laugh" – Carlotta, Piangi, Phantom và các diễn viên quần chúng - "Why Have You Brought Me Here?/Raoul, I've Been There" – Raoul và Christine - "All I Ask of You" – Raoul và Christine - "All I Ask of You (Reprise)" – Phantom | Màn II - "Entr'acte" – dàn nhạc - "Masquerade" – Firmin, André và các diễn viên quần chúng - "Why So Silent" – Phantom - "Notes / Twisted Every Way" – Firmin, André, Carlotta, Piangi, Raoul, Christine, Madame Giry và Phantom - "Don Juan Triumphant Rehearsal" – Carlotta, Piangi, Christine, Reyer, Madame Giry và các diễn viên quần chúng - "Wishing You Were Somehow Here Again" – Christine - "Wandering Child/Bravo, Monsieur!" – Phantom, Christine và Raoul - "Don Juan Triumphant" – Piangi, Carlotta, Christine và các diễn viên quần chúng - "The Point of No Return" – Phantom và Christine - "All I Ask Of You (Reprise)" – Phantom - "Down Once More/Track Down This Murderer" – Phantom, Raoul, Madame Giry và các diễn viên quần chúng - "Finale" – Phantom, Christine, Raoul và các diễn viên quần chúng |

## Dàn nhạc
Phiên bản hòa nhạc gốc được soạn bởi David Cullen và Lloyd Webber.
Vở nhạc kịch này có vài phiên bản hòa nhạc khác nhau qua các lần công diễn như sau:
- Hòa nhạc với 27 nhạc cụ (đợt diễn đầu tiên ở Luân Đôn)[17]
- Hòa nhạc với 29 nhạc cụ (đợt diễn 1988 ở Broadway)
- Hòa nhạc với 27 nhạc cụ (cho đợt diễn hiện tại ở Broadway)
- Hòa nhạc với 14 nhạc cụ (cho các tour lưu diễn)[18]
- Hòa nhạc với 45 nhạc cụ (cho buổi diễn kỷ niệm 25 năm ở Royal Albert Hall)

Dàn nhạc gồm 27 nhạc cụ ở đợt diễn đầu tiên ở Luân Đôn
| - Woodwind I (Flute, Piccolo) - Woodwind II (Flute, Bb Clarinet) - Woodwind III (Oboe, Cor Anglais) - Woodwind IV (Bb Clarinet, Bass Clarinet) - Woodwind V (Bassoon) - Harp | - Horn I - Horn II - Horn III - Trumpets I - Trumpet II - Trombone - Percussion | - Violins (7 cái) - Violas (2 cái) - Cellos (2 cái) - C Bass (Contrabass) - Keyboard I - Keyboard II |

## Phân vai
Danh sách dàn diễn viên của các đợt diễn nổi bật nhất.
| Vai                    | West End                      | Broadway                        | Tour lưu diễn Hoa Kỳ 1989  | Úc 1990           | Las Vegas 2006                             | Lễ kỷ niệm 25 năm tại Royal Albert Hall | Tour lưu diễn thế giới 2019   |
| ---------------------- | ----------------------------- | ------------------------------- | -------------------------- | ----------------- | ------------------------------------------ | --------------------------------------- | ----------------------------- |
| Erik (bóng ma nhà hát) | Michael Crawford              | Michael Crawford                | Michael Crawford           | Anthony Warlow    | Brent Barrett Anthony Crivello‡            | Ramin Karimloo                          | Jonathan Roxmouth             |
| Christine Daaé         | Sarah Brightman Claire Moore† | Sarah Brightman Patti Cohenour† | Dale Kristien Mary D'Arcy† | Marina Prior      | Sierra Boggess Elizabeth Loyacano‡         | Sierra Boggess                          | Meghan Picerno Clara Verdier† |
| Raoul de Chagny        | Steve Barton                  | Steve Barton                    | Reece Holland              | Dale Burridge     | Tim Martin Gleason                         | Hadley Fraser                           | Matt Leisy                    |
| Carlotta Giudicelli    | Rosemary Ashe                 | Judy Kaye                       | Leigh Munro                | Christa Leahmann  | Elena Jeanne Batman Geena Jeffries Mattox‡ | Wendy Ferguson                          | Beverly Chiat                 |
| Gilles André           | David Firth                   | Cris Groenendaal                | Norman Large               | John O'May        | John Leslie Wolfe                          | Gareth Snook                            | Curt Olds                     |
| Richard Firmin         | John Savident                 | Nick Wyman                      | Calvin Remsberg            | Jon Ewing         | Lawson Skala                               | Barry James                             | James Borthwick               |
| Madame Giry            | Mary Millar                   | Leila Martin                    | Barbara Lang               | Geraldene Morrow  | Rebecca Spencer                            | Liz Robertson                           | Melina Kalomas                |
| Ubaldo Piangi          | John Aron                     | David Romano                    | Gualtiero Negrini          | Christopher Dawes | Larry Wayne Morbitt                        | Wynne Evans                             | Thabiso Masemene              |
| Meg Giry               | Janet Devenish                | Elisa Heinsohn                  | Elisabeth Stringer         | Sharon Millerchip | Brianne Kelly Morgan                       | Daisy Maywood                           | Kiruna-Lind Devar             |
| Joseph Buquet          | Janos Kurucz                  | Phillip Steele                  | Gene Brundage              |                   |                                            | Nick Holder                             | Victor Wallace                |

## Sản xuất quốc tế
Bóng ma trong nhà hát đã được dịch ra thành nhiều thứ tiếng và được công diễn ở hơn 28 quốc gia khác nhau như Úc, Ba Lan, Canada, Hà Lan, Malta, Na Uy, New Zealand, Nga, Trung Quốc, Đức, Nhật Bản, Phần Lan, Serbia, Singapore, Hàn Quốc, Thái Lan.
- Tour lưu diễn quốc tế (2004): Được sản xuất bởi RUG Asia Pacific, xuất phát từ Úc và đi qua các thành phố lớn của châu Á, châu Úc và Nam Phi.[29]
- Tour lưu diễn quốc tế (2019): Xuất phát từ Manila vào ngày 20 tháng 2 năm 2019 và kết thúc vào ngày 6 tháng 4 năm 2019.[30]
- Ba Lan: Phiên bản Ba Lan bắt đầu công diễn ở nhà hát Roma, Warszawa từ tháng 3 năm 2008 đến tháng 6 năm 2010.[31]
- Đức: Phiên bản Đức hóa được biết đến dưới cái tên Das Phantom der Oper (de) và được công diễn ở nhà hát Stage Neue Flora Theater, Hamburg từ năm 1990 đến 2001, sau đó là ở nhà hát Palladium, Stuttgart từ năm 2002 đến 2004, và ở nhà hát Colosseum Theater, Essen từ 2005 đến 2007. Từ 17 tháng 11 năm 2015 đến nay, Phantom vẫn đang được công diễn ở nhà hát Metronom Theater, Oberhausen.[32]
- Nhật: Phiên bản tiếng Nhật đã công diễn ở thành phố Tokyo từ năm 1988 đến nay[33]
- Trung Quốc: Phantom đã có 97 buổi diễn đã ở Nhà hát lớn Thượng Hải. Sau đó tour lưu diễn quốc tế 2004 cũng đến diễn ở Quảng trường Văn hóa Thượng Hải từ ngày 3 tháng 12 năm 2013 đến ngày 26 tháng 1 năm 2014 và ở Nhà hát Opera Quảng Châu từ 26 tháng 9 đến 10 tháng 10 năm 2015.[34][35]

## Đánh giá chuyên môn
Sau khi ra mắt, vở nhạc kịch nhận được đa số là đánh giá tích cực từ giới chuyên môn. Nhà phê bình Frank Rich đến từ báo The New York Times đánh giá đây "là một thắng lợi về nghệ thuật dựng kịch vì đã vượt ra khỏi các khuôn khổ truyền thống của nhạc kịch và là một thành tựu thương mại lớn nhất từ trước đến giờ [...] Sức mạnh đồng đều trong các giọng hát và dàn nhạc đã tạo nền tảng cho âm nhạc của Lloyd Webber gây ấn tượng với khán giả." Trong bài phê bình viết cho báo New York Daily News, Howard Kissel khen vở kịch "là một sản phẩm giải trí tuyệt vời, và là vở nhạc kịch đã mắt ấn tượng nhất đến từ Anh quốc", đồng thời cũng khen phần trình diễn của Michael Crawford là "đầy nội lực". Mảng thiết kế sân khấu và phục trang của Maria Björnson cũng nhận được phản hồi tích cực vì "đã bày tỏ một sự tôn kính ngoạn mục, dí dỏm với nhà hát kịch thời thế kỷ 19".
Lược dịch từ bài trên báo Variety do Richard Hummler chấp bút: "Crawford đã khắc họa thành công hình ảnh một thiên tài tâm thần. Phân cảnh cao trào với Brightman khi ông thổ lộ tình cảm của mình thực sự cảm động và đã chạm đến khán giả."

## Giải thưởng
| Năm  | Hạng mục                                                                 | Ứng cử viên                                                              | Kết quả   |
| ---- | ------------------------------------------------------------------------ | ------------------------------------------------------------------------ | --------- |
| 1986 | Nhạc kịch mới hay nhất (Best New Musical)                                | Nhạc kịch mới hay nhất (Best New Musical)                                | Đoạt giải |
| 1986 | Nam diễn viên xuất sắc nhất thể loại Nhạc kịch (Best Actor in a Musical) | Michael Crawford                                                         | Đoạt giải |
| 1986 | Nhà thiết kế của năm (Designer of the Year)                              | Maria Björnson                                                           | Đề cử     |
| 2002 | Show được khán giả yêu thích nhất (Audience Award for Most Popular Show) | Show được khán giả yêu thích nhất (Audience Award for Most Popular Show) | Đoạt giải |
| 2016 | Show được khán giả yêu thích nhất (Audience Award)                       | Show được khán giả yêu thích nhất (Audience Award)                       | Đoạt giải |

| Năm  | Hạng mục                                              | Ứng cử viên                                          | Kết quả   |
| ---- | ----------------------------------------------------- | ---------------------------------------------------- | --------- |
| 1988 | Nhạc kịch hay nhất                                    | Nhạc kịch hay nhất                                   | Đoạt giải |
| 1988 | Nam diễn viên chính xuất sắc nhất thể loại Nhạc kịch  | Michael Crawford                                     | Đoạt giải |
| 1988 | Nữ diễn viên góp mặt xuất sắc nhất thể loại Nhạc kịch | Judy Kaye                                            | Đoạt giải |
| 1988 | Đạo diễn xuất sắc nhất thể loại Nhạc kịch             | Harold Prince                                        | Đoạt giải |
| 1988 | Kịch bản xuất sắc nhất thể loại Nhạc kịch             | Richard Stilgoe và Andrew Lloyd Webber               | Đề cử     |
| 1988 | Âm nhạc hay nhất                                      | Andrew Lloyd Webber, Charles Hart và Richard Stilgoe | Đề cử     |
| 1988 | Thiết kế sân khấu xuất sắc nhất                       | Maria Björnson                                       | Đoạt giải |
| 1988 | Thiết kế phục trang xuất sắc nhất                     | Maria Björnson                                       | Đoạt giải |
| 1988 | Thiết kế ánh sáng xuất sắc nhất                       | Andrew Bridge                                        | Đoạt giải |
| 1988 | Biên đạo múa xuất sắc nhất                            | Gillian Lynne                                        | Đề cử     |

## Phần tiếp theo
Phần tiếp nối của Bóng ma trong nhà hát là vở nhạc kịch Love Never Dies. Andrew Lloyd Webber, Ben Elton, Frederick Forsyth và Glenn Slater đồng viết kịch bản và lấy cảm hứng từ tiểu thuyết The Phantom of Manhattan năm 1999 của nhà văn Forsyth. Lấy bối cảnh năm 1907 (10 năm sau sự kiện "bóng ma trong nhà hát"), Christine nhận được lời mời đến Phantasma biểu diễn từ một ông bầu bí ẩn. Phantasma là một trung tâm giải trí mới ở đảo Coney, Brooklyn, Thành phố New York. Cô đồng ý và còn được chồng Raoul và cậu con trai Gustave tháp tùng. Cả gia đình khăn gói đi Brooklyn mà không ngờ tới những bí ẩn đang chờ đón họ ở trước mắt.